# Odeo
 (août 2024).
Si vous disposez d'ouvrages ou d'articles de référence ou si vous connaissez des sites web de qualité traitant du thème abordé ici, merci de compléter l'article en donnant les références utiles à sa vérifiabilité et en les liant à la section « Notes et références ».
Odeo était un service gratuit de podcasting fondé en 2005 par Evan Williams et Noah Glass. Il permettait à ses utilisateurs d'écouter, de synchroniser des fichiers sur des périphériques portables ou sur leur disque dur et de créer des émissions.
C'est au sein de cette start-up qu'a été créé Twitter en mars 2006.
Depuis 2017, le nom de domaine d'Odeo a expiré et a été vendu.